# Niedźwiedź syryjski
Niedźwiedź syryjski (Ursus arctos syriacus) – podgatunek niedźwiedzia brunatnego, drapieżnego ssaka z rodziny niedźwiedziowatych (Ursidae). Występuje na wyżynnych terenach Bliskiego Wschodu. Zamieszkuje lasy i tereny trawiaste.

## Taksonomia
Podgatunek po raz pierwszy opisali w 1828 roku przyrodnik Friedrich Wilhelm Hemprich i zoolog Christian Gottfried Ehrenberg, nadając mu nazwę Ursus syriacus. Jako miejsce typowe odłowu holotypu wskazali Góry Liban.

## Charakterystyka
Niedźwiedź syryjski typowo ma jasne, szarobrązowe lub beżowe futro, przy czym zwykle jaśniej ubarwione są zwierzęta żyjące na większych wysokościach nad poziomem morza. Mogą mieć ciemnobrązową plamę na szczycie głowy, biały „kołnierz” wokół szyi i ciemny pas na grzbiecie. Zwykle nogi są ciemniejsze od reszty ciała. Niedźwiedzie te wyróżniają się także białymi pazurami. Dorosłe zwierzęta osiągają masę do 250 kg i długość ciała około 2–2,5 metra; jest to najmniejszy podgatunek niedźwiedzia brunatnego. Długość życia na wolności ocenia się na 20–25 lat. Ciemniejsze, większe osobniki o rudawobrązowym futrze, żyjące w północnej części zasięgu, mogą być mieszańcami niedźwiedzi syryjskich i europejskich.
Jest wszystkożerny. Jada owoce, jagody, nasiona, orzechy, trawę, czerwie i małe ssaki. Zjada także rośliny uprawne i zwierzęta domowe w górskich wioskach.

## Występowanie
Niedźwiedź syryjski żyje na Kaukazie Południowym: w północnej Armenii, Azerbejdżanie, Abchazji (Gruzja), krajach Bliskiego Wschodu: Iraku, Iranie, Libanie, Turcji i w Turkmenistanie. W Syrii wyginął około połowy XX wieku, wcześniej także w Izraelu i na półwyspie Synaj w Egipcie; niegdyś był spotykany także w Afganistanie i w północno-zachodnim Pakistanie. W 2017 roku samica z młodym była widziana w Libanie po raz pierwszy od 60 lat.

## Zagrożenia i ochrona
Niedźwiedź syryjski jest zagrożony przede wszystkim przez utratę środowiska, głównie w związku z rozwojem rolnictwa, wskutek czego wchodzi w konflikt z człowiekiem. Zagraża mu też kłusownictwo i handel częściami ciała niedźwiedzi, wykorzystywanymi w tradycyjnej medycynie. Jest objęty ochroną w ramach konwencji o handlu zwierzętami CITES. Jego liczebność maleje i może mu grozić wymarcie na wolności.

## Wojtek

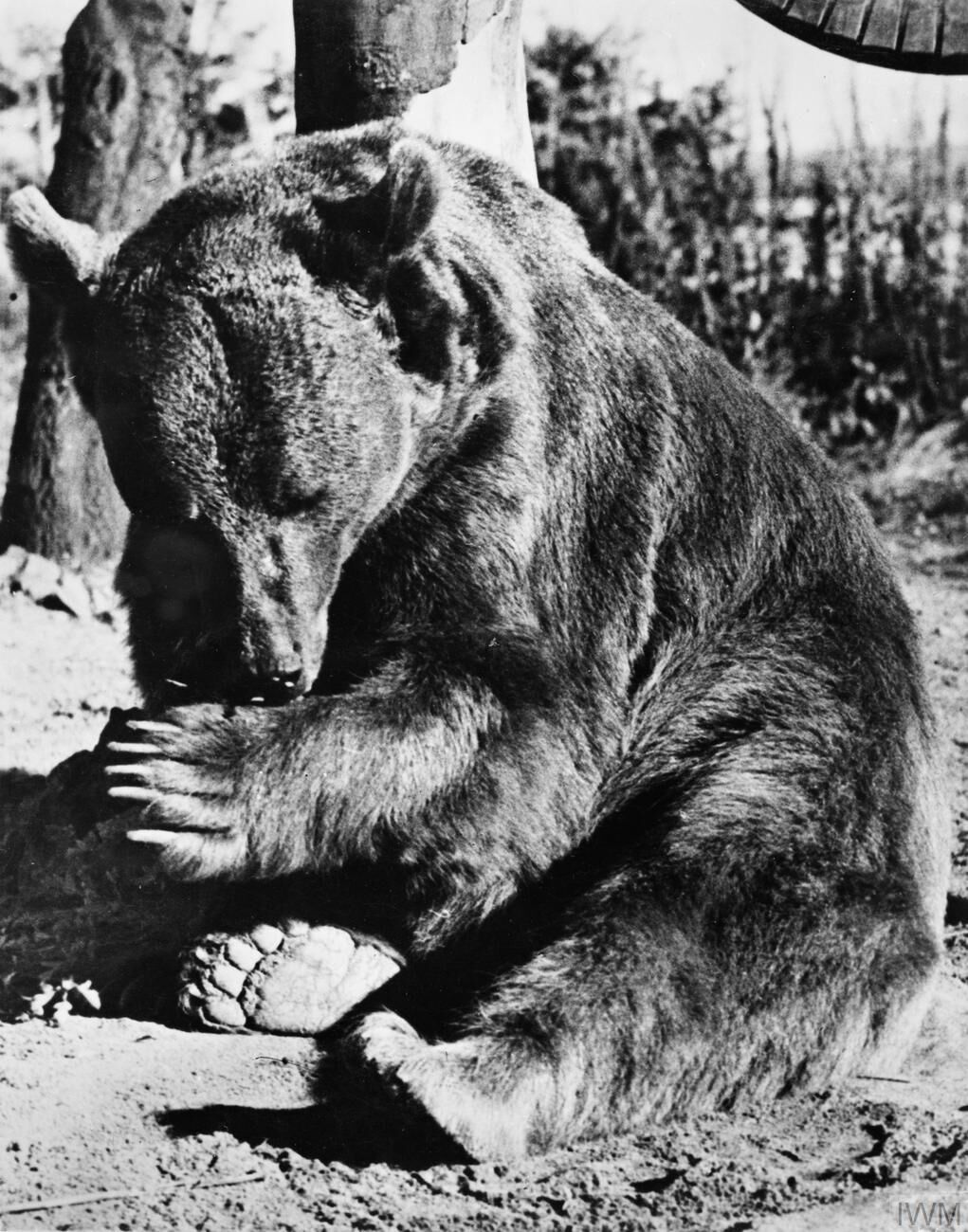
Niedźwiedź Wojtek, zdjęcie powojenne

Znanym niedźwiedziem syryjskim był Wojtek, przygarnięty podczas II wojny światowej przez polskich żołnierzy. Pochodził z Iranu, gdzie odkupili go żołnierze Armii Andersa ewakuowani z ZSRR. Towarzyszył im na szlaku bojowym, zasłynął noszeniem ciężkiej amunicji podczas bitwy o Monte Cassino i stał się symbolem 22 Kompanii Zaopatrywania Artylerii.